# Геноцид у Руанді

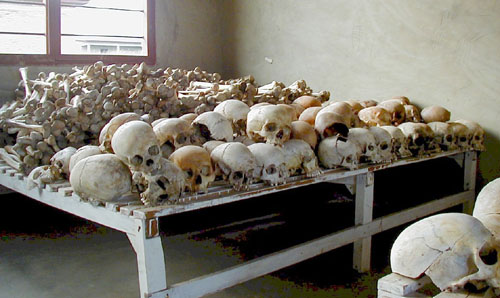
Кістки загиблих у Мурабі

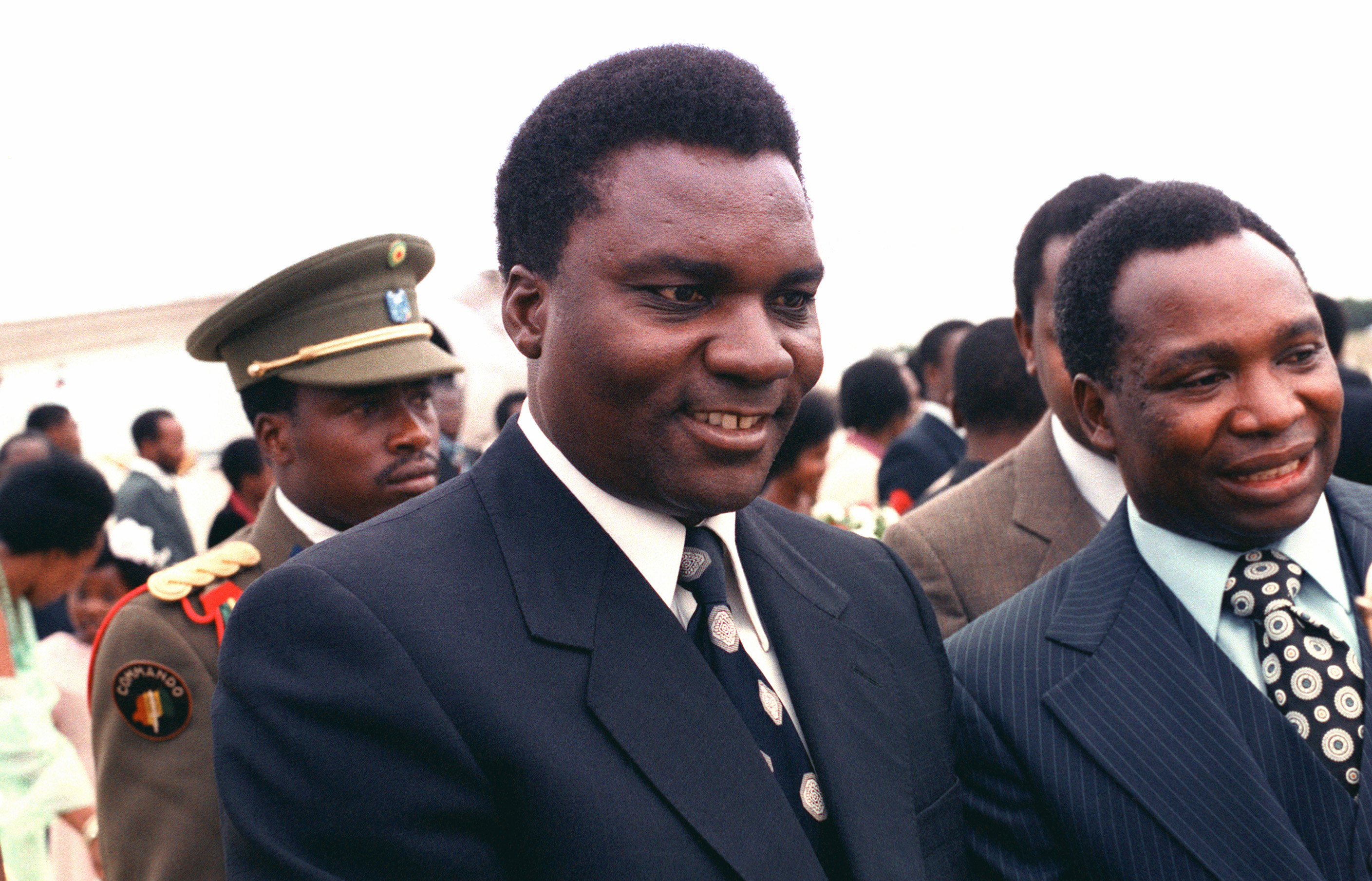
Жувеналь Габ'ярімана 1980

Геноци́д у Руа́нді (1994) (руанд. Itsembabwoko ry'u Rwanda ry'1994) — дії тимчасового уряду Руанди, що прийшов до влади в результаті військового перевороту 6–7 квітня, етнічної більшості країни — народності хуту, керованої тимчасовим урядом армії і загонів «Інтерахамве» і «Імпузамугамбі» проти представників етнічної меншини країни — народності тутсі; і проти хуту, що дотримувалися поміркованих політичних поглядів, направлені на повне знищення і тих, і інших. Число вбитих за 100 днів склало, ймовірно, близько 800 тисяч осіб, із них приблизно 10 % склали хуту.
Убивствам тутсі поклало кінець просування Руандійського патріотичного фронту.

## Передісторія
Найдавнішими жителями Руанди були пігмеї Тва, які й досі становлять невелику частину населення країни. Народи банту — предки сучасних хуту оселилися на території країни кілька століть тому. Їх головним заняттям було землеробство. Пізніше прийшли тутсі, що за походженням були кочовим нілотським народом. Скотарі тутсі підкорили землеробів хуту, однак дуже швидко, буквально за одне покоління, перейняли мову банту та багато що запозичили в хуту. Подібність двох народів така, що на думку деяких дослідників хуту та тутсі є нащадками тих самих народів, певні фізичні відмінності пояснюються різним способом життя і дієтою. Новіші генетичні дослідження все ж підтверджують думку про різне походження двох етнічних груп. В будь-якому випадку і хуту, і тутсі розмовляють однією мовою — кіньяруанда; традиції, релігійні погляди, культура є ідентичними і переважна більшість дослідників схиляється до думки, що з середини 19 століття поняття хуту і тутсі були радше класовими і економічними, ніж етнічними.
Перші держави, створені бантумовними народами (як хуту, так і тутсі) датуються 15 століттям. Проте сильна центральна влада в країні з'явилася у середині 19 століття за правління мвамі (короля) Рвабугірі. Рвабугірі, його найближче оточення й більшість дрібних феодалів були тутсі і саме в цей період посилюється соціальне розмежування між двома групами. Також відмінності між ними стають чіткішими і поступово зменшується кількість переходів з однієї групи в іншу і кількість змішаних шлюбів. Для контролю над підлеглим населенням королівський двір встановив два види соціальних інституцій — убухаке і убуретва. При убуретва власники земельних наділів повинні були відпрацювати за можливість користуватися землею, яка формально належала мвамі чи його оточенню. Це стосувалося землеробів, тобто хуту. Убухаке стосувалася власників худоби і полягала лише в незначних сезонних роботах, що значно покращувало статус простих тутсі порівняно з хуту. Також найбагатші верстви хуту могли перейти в систему убухаке і в стан тутсі. Окрім власне держави Руанда на території сучасної країни також існували два королівства хуту — Букунзі і Бусозо.
1907—1916 років Руанда перебувала під владою Німеччини. У 1910 країна набула сучасних кордонів. У 1916 Руанда перейшла під владу Бельгії. Обидві колоніальні адміністрації опиралися на тутсі, яких вони вважали більш розвинутим народом ніж хуту. Бельгійська адміністрація підтримала і далі розвинула існуючий феодальний лад. Також за допомогою бельгійців під владу центрального двору підпали раніше незалежні держави хуту на півночі Руанди.
1933 року колоніальна адміністрація запровадила ідентифікаційні картки, на яких кожен місцевий житель однозначно визначався як хуту, тутсі чи тва. Таким чином поділ між цими групами був офіційно оформлений.
Після Другої світової війни бельгійська адміністрація поступово відмовляється від повної підтримки тутсі та розпочинає демократизацію країни. У цей же час мвамі Мутара здійснив перерозподіл землі та скасував системи Убухаке й Убуретва. Всі ці зміни значно посилили позиції хуту.
Напередодні незалежности, у 1959-1961, відбуваються сутички між бойовиками хуту й тутсі, унаслідок яких 20 000—100 000 тутсі загинуло, а 150 000 — покинули межі країни.
На референдумі в 1960 вирішено перетворити Руанду в республіку. Першим президентом став хуту Грегуар Каїбанда. У країні поступово формується однопартійна система з домінуванням хуту. Перші роки незалежности характеризуються новими сутичками з численними жертвами.
1973 року внаслідок військового перевороту до влади прийшов Жувеналь Габ'ярімана при якому продовжилося домінування хуту.
У період загострення економічних складнощів, що збігся за часом з активізацією повстанського руху на базі тутсі, відомого як Руандійській патріотичний фронт (РПФ). З 1990 року почався процес демонізації тутсі в засобах масової інформації. Громадянська війна між РПФ і армією Уганди завершилася Арушськими угодами 1993 року, проте радикальні сили із середовища хуту їх не прийняли.

## Приготування і пропаганда в ЗМІ
Ідеологічним підґрунтям для геноциду стала ідеологія Сила Хуту. Її основи закладені ще до незалежності Руанди. Проте нового розвитку і широкої популярності вона набула наприкінці 80-х років, особливо після початку громадянської війни. Одним з центрів розвитку ідеології є неформальна організація Аказу, яка сформована з оточення президента Габ'ярімана та його дружини. Вони є призвідником геноциду. Основними виконавцями стали молодіжні угруповання «Інтерахамве» та «Імпузамугамбі», які активно розвивалися у 90-х роках.
Масова пропаганда в друкованих ЗМІ направлена проти тутсі та РПФ розпочалася відразу після входження повстанців на територію Руанди у жовтні 1990 року. Цей процес започаткувала газета «Кангура», яка постійно була впливовим інструментом радикальних політиків хуту. У грудні 1990 року в спеціальному виданні газети з'явилися так звані «десять заповідей хуту», одна з яких закликала припинити будь-яку пощаду у відношенні до тутсі. Згодом подібну пропаганду поширили десятки дрібніших видань. Проте, зважаючи на невисокий рівень писемності, куди більший вплив на громадську думку мало радіо. До початку громадянської війни в країні існувала лише одна радіостанція — державне Радіо Руанда. До 1992 року воно повністю поділяло проурядову лінію і виступало з пропагандою проти тутсі. У березні 1992 року повідомлення на Радіо Руанда спровокувало масові вбивства тутсі в провінції Бугесера. Згодом, після зняття з посади наглядача Фердінанда Нахімани, радіо зайняло нейтральнішу позицію. Тоді ж[коли?] РПФ розпочав мовлення власної радіостанції — Радіо Мугабура. У відповідь екстремісти хуту розпочали створення радіостанції «RTLM» (Вільне радіо і телебачення тисячі пагорбів, фр. Radio Télévision Libre des Mille Collines), яке вийшло в ефір у 1993 році. Серед засновників радіо багато людей наближених до Габ'ярімани і навіть декілька міністрів уряду. Очолив «RTLM» Фердінанд Нахімана. У своїх передачах «RTLM» використовувало поп-музику та інтерактивний зв'язок із слухачами, що швидко забезпечило йому широку популярність. Однак, основною метою радіостанції було поширення пропаганди проти тутсі. Одним із спонсорів «Вільного радіо і телебачення тисячі пагорбів» та угруповання «Інтерахамве» став руандійський бізнесмен Фелісьєн Кабуга (англ. Félicien Kabuga).

## Початок геноциду
6 квітня 1994 року при наближенні до Кігалі з ПЗРК збито літак, на якому летіли президент Руанди Жувеналь Габ'ярімана і президент Бурунді Сіпрієн Нтар'яміра. Літак повертався з Танзанії, де обидва президенти брали участь у міжнародній конференції. Після аварії відбулися збори вищого військового керівництва під головуванням полковника Теонеста Богосори. Серед присутніх був також і голова місії UNAMIR Ромео Даллер. Результатом зібрання стало рішення про відмову від пропозиції Богосори про перехід влади до військових, проте не була прийнята ідея про співпрацю з чинним прем'єр-міністром Агатою Увілінгіїмана.

7 квітня була вбита Прем'єр-міністр Агата Увілінгіїмана. Уранці того дня 10 бельгійських і 5 ганських миротворців ООН, що прибули до дому прем'єр-міністра, були оточені солдатами президентської гвардії Руанди.

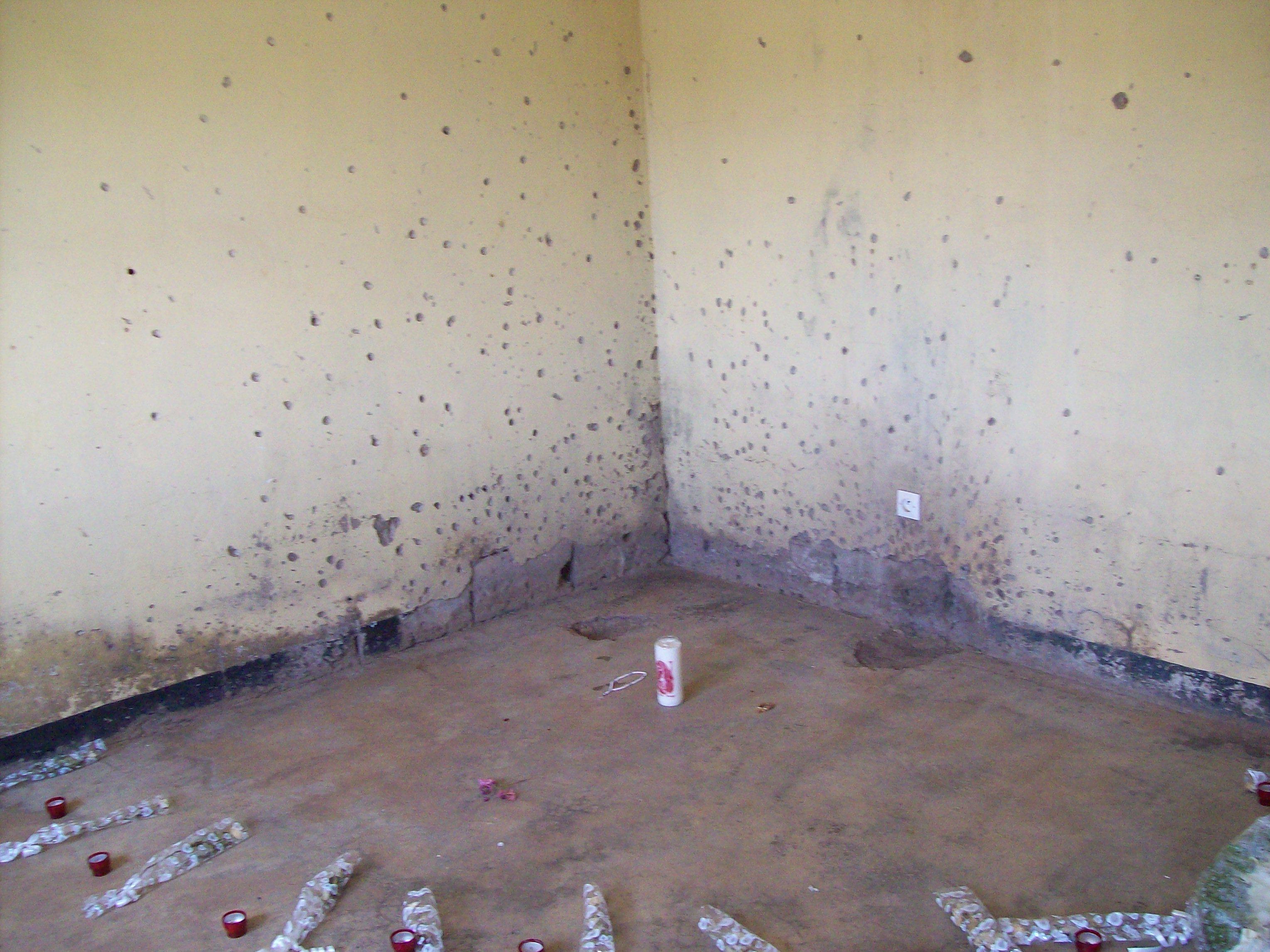
Меморіал загиблим солдатам місії UNAMIR

 Побачивши, що миротворці, які її охороняли, роззброєні, прем'єр-міністр Увілінгіїмана з чоловіком, дітьми і декількома супровідниками намагалася сховатися на території американського посольства. Проте солдати і бойовики молодіжного відділення правлячої партії, відомого як «Інтерахамве», знайшли і вбили прем'єр-міністра, її чоловіка і ще декілька людей. Дивом уціліли лише її діти, заховані одним із співробітників ООН.
Доля бельгійських солдатів ООН, що здалися, також була вирішена бойовиками, керівництво яких вважало за необхідне нейтралізувати миротворчий контингент. Бойовики «Інтерахамве» спочатку підозрювали бельгійський контингент сил ООН в «симпатіях» до тутсі. До того ж у минулому Руанда була колонією Бельгії, і багато хто був не проти порахуватися з колишніми «колонізаторами». За свідченнями очевидців, бойовики спочатку кастрували всіх бельгійців, потім запхали відрізані статеві органи їм в рот, а після жорстоких тортур і знущань застрелили.
Літня жінка Зура Карухімбі переховувала біженців у своєму двокімнатному будинку та, можливо, в ямі на своїх полях понад 100 осіб, у тому числі немовлят, які втратили матерів, а також тутсі та бурундійців, трьох європейцям переховуватися від озброєних ополченців хуту.
В цей самий час військові та поліція стратили двох можливих наступників президента. Також були страчені більшість провідних політиків опозиційних партій.

## Сто днів винищення
Страти відбуваються три місяці. У країні адміністративно добре структурованій, незважаючи на відновлення конфлікту з РПФ, накази уряду передаються префектам, які, своєю чергою їх передають бургомістрам, які організовують зібрання в кожному селі, щоб інформувати населення про дані інструкції з підтримкою жандармів, солдат, а також духовенства. Накази також передаються вільним радіо телебаченням Тисячі пагорбів, які заохочують та керують геноцидом день за днем, година за годиною, викриваючи тутсі ще живих у тому чи іншому місці. Вербування населення для участі у вбивствах сприяється звичаєм умуганди, колективного робочого дня, коли населення збирається, згідно з методом, який вже застосовується в масових вбивствах Мутари в 1990 році або Бугесери в 1992 році. Але «робота» відтепер полягає в розправі над тутсі по всій країні, а також над певними помірними гуту, відомими ворожістю до цього проєкту і вважаються «зрадниками». Цю «роботу» очолює міліція Інтерахамве (від Національного революційного руху розвитку, Президентської партії) та Імпумузамагамбі (з CDR, Коаліція за захист Республіки, екстремістська організація, що складається жорстоких з режиму Хаб'ярімана), іноді допомагає FAR, решта населення слідуючи добровільно чи примусово. Населення переважно використовує мачете, кирки та шиповані кийки, «інструменти».
Бар'єри встановлені на всіх дорогах у Руанді, щоб зупинити втікачів, які знищуються на місці. Як правило, місцеві органи влади, іноді під тиском паралельних ієрархій, організованих префектами, під приводом безпеки тутсі, групують їх у громадських місцях, таких як стадіони, муніципальні будівлі, школи та церкви. Потім групи міліціонерів вбивають людей, яким іноді передують FAR, які починають «роботу» з відповідною зброєю, зокрема гранатами. Нарешті, будинки Тутсі систематично відвідуються міліціонерами, щоб дістати тих, хто ховається там, і розправитися з ними.
Різанини досягають вершин жахіття. Масштаби різанини (за три місяці 1 мільйон людей загинули за даними влади Руанди за даними перепису населення, 800 000 за даними ООН та OUA), їх жорстокість (вагітним жінкам розпорюють животи, щоб вбити плід, часто використовуються сексуальні насильства, вбивства відбуваються у змішаних сім'ях, садизм проявляється у багатьох випадках), а кількість виконавців робить її однією з найжахливіших подій XX століття. І навпаки, тутсі були врятовані, коли гуту ризикували приховуючи їх або даючи їм їжу.
12 квітня 1994 року директор вищої військової школи (ESM) полковник Леонідас Русатіра, публікує з десятком офіцерів FAR прес-реліз, що викриває вбивства, і пропонує припинення вогню з РПФ, а також відновлення процесу Аруша. Ця спроба заклику до заспокоєння залишається марною · .
У Бутарі єдиний префект тутсі в Руанді намагається боротися з розвитком геноциду у своєму регіоні. Він був звільнений з посади 17 квітня 1994 року. Геноцид у цій провінції продовжується негайно, заохочений 19 квітня 1994 року президентом тимчасового уряду, Теодором Сіндікубвабо, який приходить на підтримку місцевих органів влади та населення закликом «до роботи».
У регіоні Кібуй, в гірському масиві Бісеро, місце, відоме своїм опором в інші періоди, тутсі зібралися і намагалися протистояти місцевій владі та міліціонерам, борються зі зброєю, яку вони відібрали. 65 000 тутсі поховані там у меморіалі. 800 вцілілих підрахували солдати операції Бірюза.
Виняток в Гіті, поблизу Кігалі, жоден тутсі не був вбитий, завдяки місцевим органам влади. Бургомістр Гіті отримав привітання від президента Бізимунгу після перемоги РПФ.
30 квітня 1994 року політичне бюро Патріотичного фронту Руанди опублікувало заяву про те, що геноцид був майже закінчений. Він «закликає Раду Безпеки Організації Об'єднаних Націй не дозволити розгортання запропонованих сил, оскільки втручання Організації Об'єднаних Націй на цьому етапі вже не може служити жодній меті стосовно зупинки масових вбивств». Різанина не зупиняється повністю до липня, але, за оцінками, 80 % різанин було здійснено в середині травня. Німецький лікар Волганг Блам, який перебував у Кібуе, в регіоні, де тутсі були дуже численним (20 % населення), і де масові вбивства тривали до липня, свідчить у документі з 16 травня 1994 р. місцеві органи влади нормалізували ситуацію, відкривши державні послуги, банки, транспорт. Основні масові вбивства тоді були завершені.
Це спостереження лікаря Блам віднаходиться на національному рівні. Він також розповідає, що члени тимчасового уряду переїхали 8 та 16 травня в Кібуе, щоб розпочати цю нормалізацію. У середині травня Елісон де Форгес зазначив, що існує дискусія щодо необхідності розправи над збереженими жінками і дітьми, до цього в певних регіонах і що дебати були розпочаті щодо їх ефективного винищення.
Але громадянська війна еволюціонувала на користь РПФ, і саме в цей момент Франція використала термін геноцид на дипломатичному рівні, в перспективі втручання.
Більшість тих, хто вижив, знайдуть притулок у північно-східних регіонах Руанди, де РПФ швидко просувається на початку геноциду. Деяким вцілілим вдалося сховатися в болотах або лісових районах. Інші, хто вижив, будуть врятовані хуту, які ризикують ховаючи їх, поки РПФ не надійде. Зона, захищена операцією Бірюза, на заході Руанди буде останньою територією, зайнятою РПФ, і там, де різанини продовжуватимуться найдовше, французи, що мають як MINUAR наказ «залишатися нейтральними між руандійськими фракціями». Однак французи врятували 8000 вцілілих стадіону Нярушіші на південному заході Руанди та 800 інших у Бісесеро, а також ізольовані групи відповідно до обставин.
Геноцид також є економічною катастрофою з знищенням майна (зокрема стад) та грабежами. У бажанні знищити пам'ять про тутсі, також дуже часто знищують їхні будинки та їхні сади, не намагаючись використовувати їх, окрім використання їх матеріалів.
Столиця, Кігалі, була взята 4 липня 1994 року РПФ. Геноцид коштуватиме життя сотням тисяч тутсі та поміркованих хуту. Міліція хуту та FAR відступають у Заїр (нинішня Демократична Республіка Конго). Два мільйони біженців Хуту також відступають, побоюючись репресій та зловживань РПФ. 19 липня 1994 року уряд, оснований на останніх угодах Аруші, але домінуваний РПФ, взяв управління в Руанді. Президент Республіки та прем'єр-міністр є поміркованими хуту. Той, хто привів РПФ до перемоги, генерал-майор Пол Кагаме, віце-президент і міністр оборони, стає сильною людиною Руанди.
Коли він увійшов до Руанди, РПФ, захищаючи вцілілих тутсі, також займається зловживаннями, стратами без суду та різанинами. У квітні в Кігалі кілька десятків політичних чи військових лідерів були вбиті РПФ, іноді з членами їх сімей. На стадіоні Бямба також було вбито кілька сотень людей. Злочини, вчинені солдатами РПФ, були занадто повторюваними для чиновників цього руху, щоб їх ігнорувати. Взагалі вони нічого не зробили, щоб запобігти їм. Після створення нового уряду 32 військових РПФ судили руандські військові суди, 14 з яких були засуджені за вбивства покараннями від двох до шести років ув'язнення. Згідно з доповіддю Роберта Герсоні, консультанта з HCR, між 25 000 і 45 000 людей були вбиті РПФ між квітнем по серпнем 1994.

## Хроніка подій

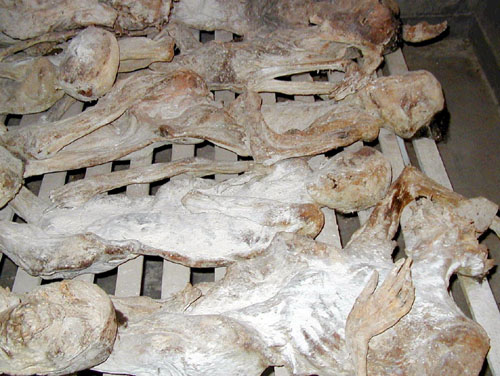
Тіла загиблих у музеї в Мурамбі

- Державне радіо і приватна станція, знана як «Тисяча горбів» (Radio Television Libre des Mille Collines), підігрівали обстановку закликами до вбивства тутсі і зачитували списки потенційно небезпечних персон; бургомістри на місцях організовували роботу з їх виявлення і вбивств. За допомогою адміністративних методів в організацію кампанії масових вбивств були залучені і звичайні громадяни — багато тутсі були вбиті своїми ж сусідами. Знаряддям вбивства переважно служила холодна зброя (мачете). Найжорстокіші сцени розігрувалися в місцях тимчасової концентрації біженців в школах і церквах.
- У ніч на 7 квітня бойові дії починає загін РПФ чисельністю 600 чоловік, розквартирований на околиці Кігалі відповідно до угод серпня 1993 року. Того ж дня на півночі країни починають бойові дії основні сили РПФ.
- 8-9 квітня — Бельгія і Франція починають операції з евакуації своїх громадян.
- 11 квітня — Організація Червоного хреста повідомляє, що загинули вже десятки тисяч руандійців. Вбивство 2000 тутсі в школі Дон Боско (Кігалі), після евакуації бельгійських миротворців.
- 14 квітня — Бельгія закінчує виведення своїх військовослужбовців з Руанди.
- 15 квітня — в центрі Святого Йосипа, в містечку Ньярубуе провінції Кібунго, 20000 людей народності тутсі і поміркованих хуту атаковані солдатами армії Руанди та Інтерахамве і закидані гранатами.
- 18 квітня — за наказом префекта Кібує 15 тисяч тутсі були зібрані на стадіоні «Гатваро» в місті Кібу і вбиті членами Інтерахамве. 2000 чоловік убиті руками членів Інтерахамве в римсько-католицькій церкві в Мабірізе, префектурі Чьянгугу. 18-20 квітня 4300 чоловік убиті в притулку Святого Іоанна.
- 19 квітня — глава «тимчасового уряду Руанди» Теодор Синдікубвабо особисто закликає по радіо до вбивства «спільників» в Бутаре, останній префектурі, ще не поглинутій хвилею насильства. У ту ж ніч в Бутаре прибуває президентська гвардія і починає страти тутсі. Гинуть тисячі чоловік.
- 21 квітня — Міжнародний Червоний Хрест повідомляє про можливі страти сотень тисяч цивільного населення. Цього ж дня Рада безпеки ООН одноголосно голосує за скорочення штату UNAMIR до 270 чоловік — одного мотострілецького взводу з Гани. Масові вбивства в технічній школі міста Мурамбі.
- 22 квітня — різанина 5000 тутсі в монастирі Сову.
- 25 квітня 1994 року за ініціативою Полін Нірамасугуко воєнізоване угрупування хуту «Інтерахамве» на чолі з Арсеном Шаломом Нтахобалі оточили стадіон, де перебували тисячі тутсі[22]. Біженців ґвалтували, катували, вбивали, а їхні тіла спалювали[23][24].
- 3 травня — президентська директива №;25 (PDD 25), що обмежує участь американських озброєних сил в операціях ООН з підтримання миру; існує точка зору, що США не втручалися в конфлікт, побоюючись повторення подій 3-5 жовтня 1993 в Сомалі.
- 13 травня — Генеральний секретар ООН Б. Бутрос-Галі говорить про два мільйони біженців і про гуманітарну катастрофу в регіоні, а також про необхідність відтворити місію ООН з допомоги Руанді (UNAMIR). Того ж дня Рада безпеки ООН готується провести голосування з приводу відновлення чисельності UNAMIR, проте представник США в ООН, Мадлен Олбрайт, відкладає голосування на 4 дні.
- 17 травня — Рада безпеки ООН резолюцією 918 вводить ембарго на ввезення зброї до Руанди і голосує за відновлення чисельності UNAMIR до 5500 чоловік, але внаслідок розбіжностей з питання фінансування місія, що одержала назву UNAMIR II, до початку липня все ще не діяла.
- 19 травня ООН запитує у США 50 бронетранспортерів для UNAMIR II, але починаються розбіжності з питання вартості.
- До 31 травня РПФ контролює половину території країни і закріплюється на околицях Кігалі, зокрема захоплює аеропорт.
- 22 червня — Рада безпеки ООН, визнаючи безвихідь щодо питання про організацію UNAMIR II, закликає своїх членів організувати міжнародну операцію з підтримки миру в Руанді під національним командуванням; початок операції «Бірюза» французьких озброєних сил. Мета останньої полягала створенні демілітаризованої безпечної зони в трикутнику Гома — Жіконгоро — Чьянгугу і проведенні гуманітарних акцій. Тривала операція до 21 серпня 1994 року.
- 4 липня — загони Руандійського патріотичного фронту увійшли до столиці. 5 липня ними був узятий Бутаре, 14 липня — Рухенгері, 17 липня — Гісеньї, і до 18 липня РПФ контролював більшу частину країни. 2 мільйони хуту, побоюючись розплати за геноцид (у воєнізованих загонах було 30 тисяч чоловік), а більшість — геноциду з боку тутсі, покинули країну.

## Організація
Організацією геноциду займалися представники тодішньої влади Руанди. Розпочало геноцид центральне військове правління, однак скоро значну роль почала відігравати місцева влада. Вже 6 квітня мер міста Гісеньї організував збори на яких роздавалася зброя і заохочувалися вбивства тутсі. Основними виконавцями вбивств були угрупування «Інтерахамве» та «Імпузамугамбі», чисельність яких на початок геноциду становила до 30 тис. осіб, і які підкорялися армії та місцевій цивільній владі. Однак постійно долучалися і прості жителі, які часто вбивали своїх сусідів і співробітників. Для залучення простих жителів бургомістри організовували команди, що повідомляли хуту про роботу, яку вони мали виконати. Це могла бути й участь у вбивствах і отримання інформації про місцезнаходження тутсі, інша допомога. Ті, хто відмовлявся самі могли стати жертвами вбивств.
З початком геноциду армія та озброєні угруповання почали масове спорудження дорожніх постів для унеможливлення втечі біженців. На подібних постах охоронці перевіряли документи або в інший спосіб визначали приналежність людей до певних груп. Відомі випадки коли охоронці під загрозою власного життя пропускали потенційних жертв геноциду. Поширений був також підкуп.
Значна частина вбивств відбувалася у церквах, школах, урядових будівлях, де тутсі та помірковані хуту намагалися знайти порятунок. Часто урядові ЗМІ заохочували перебування тутсі у певних визначених місцях, на які згодом здійснювалися напади.

## Роль медіа в геноциді
Під час геноциду в Руанді лідери не мали ані часу, ані засобів використовувати складні засоби пропаганди. В африканському контексті більше, ніж у будь-якому іншому випадку, важливо цікавитися інструментами пропаганди, які використовуються під час конфліктів, тому що в країнах, що розвиваються, як-от Руанда, засобів комунікації було небагато. Багато літературних творів показують, що радіо відіграло ключову роль у поширенні повідомлення про повстання, яке призвело до насильства проти тутсі. Важко з упевненістю оцінити вплив радіо на населення під час конфлікту в Руанді, тому що в 1994 році лише близько 10 % населення Руанди мали радіо. Не кажучи вже про те, що газет у той час було мало, а телебачення було доступне лише для еліти. Однак це не означає, що лише 10 % населення мали доступ до інформації та пропагандистських повідомлень. Справді, у той час, коли відбувався геноцид, багато людей часто слухали радіо разом. Завдяки цьому факту знаходять розширення впливу, який це медіа могло мати на населення, але тоді майже неможливо дізнатися точну кількість людей, які діяли під впливом радіо під час цього конфлікту. Радіо обрано стратегічно, воно має мобілізуючий вплив на населення, що дає можливість охопити більшу аудиторію, і це максимально швидко. Велика кількість авторів розглядали роль радіо в конфлікті, кожен з них наводив теорії та причинно-наслідкові зв'язки між цим ЗМІ та діями населення.
Серед цих авторів — Девід Янагізав (професор розвитку ринків, що розвиваються на факультеті економіки Цюріхського університету), який вивчав вплив однієї з цих радіостанцій на населення. Це безкоштовна радіо- та телевізійна станція Mille Collines, якою керують впливові члени спільноти хуту (аказу). На думку цього автора, дві гіпотези можуть пояснити, як це медіа могло мати такий вплив на населення. Перша гіпотеза передбачає, що радіо мало переконливий вплив на слухачів. Вони виконували накази, передані по радіо, побоюючись розправи з боку учасників руху. Справді, для членів Аказу кожна особа, яка не була з ними, була проти них. У своїй книзі (Руанда: медіа геноциду, 1995) Жан-П'єр Кретьєн підкреслює важливість радіо під час геноциду 1994 р. Справді, його роль полягала у тому, щоб віддавати накази, а мачете їх виконували.
Друга гіпотеза, яку висунув Девід Янагізав, зосереджується на впливі радіо на населення, яке не має доступу до цього засобу. Тоді ми виявляємо ефект забруднення повідомлень, які доставляють радіо, за межами безпосередніх слухачів останнього. Вільна радіо- та телевізійна станція Mille Collines використовувала просту та зрозумілу мову, щоб все населення могло її зрозуміти, щоб говорити про це навколо.
У випадку з Руандою члени Аказу, відповідальні за створення повідомлення, вибрали повідомлення, що розпалювали ненависть, щоб спричинити повстання та викликати гнів народу хуту. Справді, на таких радіостанціях, як Mille Collines, можна було почути промови, які описували населення тутсі як окрему расу або навіть категорію нижчої людської істоти, яка заслуговує на жорстоке поводження. Тип повідомлення, обраний у цьому випадку, був дуже важливим, оскільки для бажаного впливу на населення було важливо створити майже «тваринний» образ тутсі, дозволяючи таким чином хуту легітимізувати свої дії. Крім того, під час геноциду населення заохочувалося повставати під приводом того, що це було заради блага населення хуту. Наприклад, після вбивства президента Хабіарімани вільна радіостанція Mille Collines передала зашифроване повідомлення, яке могли зрозуміти лише радикальні хуту: «Зрубайте великі дерева».
Під час геноциду в Руанді аказу також використовував інший тип комунікації, це була газета про расизм щодо тутсі (Kangura). Ці медіа були вирішальними інструментами «успіху» геноциду. Руандійські ЗМІ були не єдиними, хто зробив свій внесок у результат геноциду, іноземні ЗМІ також мали свій вплив. За словами журналіста Аллана Томпсона, не згадуючи про геноцид тутсі, іноземні ЗМІ могли б мимоволі сприяти та продовжувати його.

## Злочини, поставлені в провину Руандійському патріотичному фронту
Члени РПФ під час свого наступу протягом квітня-липня 1994, а також пізніше, здійснювали вбивства без суду та слідства. У серпні і вересні 1994 року з річки Кагера виловлювали безліч трупів, до 5 в день. Багато трупів були зв'язані по руках і ногах. Військовослужбовці РПФ залишили після свого наступу нові могили з масовими похованнями, що додалися до тих, що залишили після себе ополченці і руандійські військові. Багато повстанців РПФ мстили за своїх родичів, убитих за те, що їх близькі служать в РПФ, і аналогічним чином винищували сім'ї солдатів урядової армії і підозрюваних в членстві в Інтерахамве та Імпузамугамбі. Офіційні особи РПФ, що прийшли до влади на початку липня 1994 року в результаті успішних для них бойових дій, всі висунуті проти них звинувачення в масових вбивствах і судах без суду і слідства заперечували, одночасно звинувачуючи учасників французької операції «Бірюза» в штучній дестабілізації обстановки. При цьому, не зважаючи на те, що визнається доведеним, що РПФ винний в деяких злочинах проти людства, також доведено, що члени народності тутсі не здійснювали актів геноциду відносно народності хуту.

## Наслідки геноциду

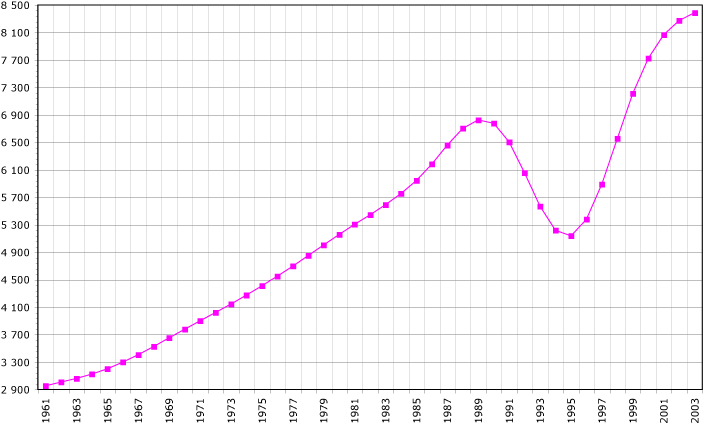
Графік кількості населення Руанди у 1961—2003

За офіційними даними уряду Руанди, кількість загиблих склала 937 тисяч чоловік, за іншими даними, прийнятими ООН — 800 тисяч. Загалом діапазон оцінок кількості жертв геноциду коливається від 500 до 1030 тисяч людей.
Було переміщено декілька мільйонів людей усередині країни і близько 2 мільйонів хуту втекли за кордон, рятуючись від загибелі. У таборах біженців виникли антисанітарні умови, лютувала епідемія холери, бракувало медикаментів і харчових продуктів. Для сусідніх з Руандою держав руандійські події квітня-липня 1994 року вилилися у величезне число прибулих біженців. Наприклад, в заірське місто Гома, власне населення якого становило 300 тисяч чоловік, прибуло 1200 тисяч руандійців. Спалахнула епідемія холери, потім з'явилася дизентерія. Внаслідок чого там загинуло від 20 до 50 тисяч чоловік.
Після геноциду Руанда зіткнулася з різноманітними проблемами. Зокрема незаконне захоплення земель і майна. Після повернення до Руанди біженці-тутсі займали будинки і майно, покинуті хуту. Коли старі господарі, що також знаходилися у втечі, поверталися, то спалахували конфлікти. Унаслідок того, що законні власники майна були хуту, вони видавалися військовими як учасники геноциду або піддавалися жорстокому поводженню і навіть стратам без суду та слідства. Проблема ускладнювалася тим, що багато хто з новоприбулих репатріантів були емігрантами 1960-70-х рр. Крім того, серйозною проблемою стали масові арешти підозрюваних в геноциді. Арешти проводилися абсолютно довільно, в'язниці були переповнені, ув'язнені містилися у умовах тісноти та браку їжі. Проблема голоду стала важливою для країни в цілому. Урожай був незібраним, а великі території пустували. До того ж, на півдні Руанди була посуха. У таборах для біженців ставались випадки голодної смерті. Ще однією серйозною проблемою стала відсутність санітарної безпеки. Воно пов'язане з величезною кількістю трупів, кинутих на відкритому повітрі, а також скинутих у водоймища. Це призвело до виникнення епідемій, зокрема, епідемії холери. Крім того, бідою стала епідемія СНІДу, що і раніше була серйозною проблемою в Руанді.

## Трагедія таборів біженців в Заірі
Наприкінці геноциду, з другої половини липня 1994 року, в таборах біженців хуту в Заїрі спалахнула епідемія холери. З мільйона біженців 48 000 хворіють на холеру і половина хворих від неї помирає. Цей епізод, який набув широкого розголосу, часто плутали з геноцидом і навіть значною мірою його приховували. Це зайняло значну частину сил солдатів операції «Бірюза», яким довелося копати братські могили, щоб поховати тіла.
Серед цих біженців була значна кількість відповідальних за геноцид. Вони здійснювали жорстокий контроль над населенням таборів, деякі з яких були перетворені на тилові бази для відвоювання Руанди через масове розкрадання допомоги, насильство, примусове вербування, пропаганду та погрози кандидатам для репатріації. Цей вплив змусив асоціацію „Лікарі без кордонів“, яка усвідомлювала, що гуманітарна допомога перенаправлялася та сприяла зміцненню влади осіб, відповідальних за геноцид, і їх контролю над населенням біженців, покинути табори в листопаді 1994 року.
Елементи геноцидних сил здійснили криваві вторгнення в Руанду з 1994 по 1996 рік. Ці вторгнення призвели до інтервенцій Руанди в Заїрі, які є частиною першої війни в Конго та другої війни в Конго, в яких брали участь десять африканських країн і які відтоді коштували життя щонайменше 3-4 мільйонам конголезців. Ця коаліція скинула президента Заїру Мобуту Сесе Секо та привела Лорана-Дезіре Кабілу на посаду глави нової Демократичної Республіки Конго в 1997 році. У 1996—1997 роках багато цивільних біженців хуту, яких переслідували в лісах Конго, знайшли смерть або від виснаження, голоду або відсутності догляду та ізоляції в заїрському лісі, або вбиті союзними силами (арміями Руанди, ПРА (Патріотичною руандською армією), Уганди та заїрськими повстанцями).
Проте, більшість біженців хуту змогли повернутися до Руанди послідовними хвилями, починаючи з 1996 року. Частина FAR, які повернулися до Руанди, були реінтегровані в ПРА (Патріотичну руандську армію), нові урядові сили Руанди.
Після геноциду зіткнення між геноцидними силами та РПФ у Демократичній Республіці Конго (колишній Заїр) все ще є одним із факторів нестабільності цієї країни. За словами урядів Руанди та Бурунді, екстремісти хуту залишаються постійною загрозою та виправдовують дестабілізуючі та часто смертоносні втручання, які рішуче засуджує ДРК. Демократичні сили звільнення Руанди (FDLR), які об'єднують частину колишніх сил геноциду, погодилися роззброїтися на початку квітня 2005 року та повернутися до Руанди. Ця проблема й досі залишається предметом численних військових операцій 2007 року під егідою Місії Організації Об'єднаних Націй у Демократичній Республіці Конго.
Руандські опоненти та дисиденти, група експертів ООН, відповідальна за вивчення цього питання, колишній конголезький міністр Оноре Нгбанда Нзамбо звинувачують РПФ у використанні присутності колишніх провідників політики гноциду у ДРК як приводу для пограбування цього регіону, таким чином змішуючись з багатьма іншими сусідніми країнами і транснаціональними компаніями, які грабують Демократичну Республіку Конго.

## Міжнародний трибунал
У листопаді 1994 в Танзанії почав роботу Міжнародний трибунал із злочинів у Руанді. Серед підслідних — організатори та натхненники масового знищення громадян Руанди весною 1994, серед яких в переважали колишні чиновники правлячого режиму. Зокрема був ухвалений вирок довічного ув'язнення колишньому прем'єр-міністру Жану Камбанді за злочини проти людства. Серед доведених епізодів було заохочення до людиноненависницької пропаганди радіостанцією «RTLM», що закликала знищувати громадян народності тутсі.
У грудні 1999 засуджений до довічного ув'язнення Джордж Рутаганде, що в 1994 очолював загони «Інтерахамве» («молодіжного крила» правлячої тоді Партії «Республіканський національний рух за розвиток демократії»). У жовтні 1995 Рутаганде арештований.
1 вересня 2003 розглядалася справа Еммануеля Ндіндабахизі (Emmanuel Ndindabhizi), що був в 1994 міністром фінансів Руанди. За даними поліції він причетний до масового знищення людей в префектурі Кібує. Е. Ндіндабахизі особисто віддавав накази вбивати, роздавав зброю добровольцям з народності хуту і був присутній під час нападів і побиття. За даними свідків він заявляв: «Немало тутсі проходять тут, чому ви їх не вбиваєте?», «Ви вбиваєте жінок-тутсі, які одружені з хуту? Йдіть і убийте їх. Вони можуть вас отруїти».
16 грудня 2008 до довічного ув'язнення був засуджений Теонест Богосора — за злочини проти людства і вбивство Агати Увілінгіїмана та бельгійських миротворців.
Роль міжнародного трибуналу оцінюється в Руанді неоднозначно, оскільки судові розгляди в ньому дуже тривалі, а підсудні не можуть бути покарані смертною карою. Для судів над особами, що не потрапили в сферу юрисдикції трибуналу, що розглядає справи тільки найголовніших організаторів геноциду, в країні створена система місцевих судів, що ухвалила не менше 100 смертних вироків.

## Міжнародний день пам'яті
ООН призначила 7 квітня Міжнародним днем пам'яті пам'яті про геноцид у Руанді (англ. International Day of Reflection on the Genocide in Rwanda).

## Відображення в культурі
- У 2000 виходить роман канадського франкомовного журналіста Жіля Куртманша «Недільний день біля басейну в Кігалі». 2001 року роман був названий «Книгою року» в Канаді, перекладений на десятки мов і ліг в основу фільму режисера Роберу Фавро.
- У 2004 знятий фільм «Готель „Руанда“[36]», що розповідає про менеджера готелю «Hotel des Mille Collines», що врятував під час геноциду в Руанді понад тисячу осіб.
- У 2005 вийшов фільм «Відстрілюючи собак» («Shooting Dogs»), що екранізує події в школі Дон Боско, коли 2000 чоловік були залишені силами ООН на вірну смерть.
- У 2007 фільмом «Рукостискання з дияволом» (англ. Shake Hands with the Devil) була екранізована автобіографія генерал-лейтенанта Ромео Даллейра, командуючого силами UNAMIR під час геноциду в Руанді.
- У 2009 на екрани США вийшов сьомий сезон серіалу «24», в якому розповідається про геноцид у вигаданій африканській країні Сангале, прототипом якої є Руанда.